# Sergey Movsesyan
Sergey Movsesyan (in armeno Սերգեյ Մովսիսյան?; in slovacco Sergej Movsesian; Tbilisi, 3 novembre 1978) è uno scacchista armeno naturalizzato slovacco, Grande maestro.
Nato a Tbilisi da genitori armeni, si trasferì a 14 anni con la famiglia a Pardubice.
Nella lista Elo di aprile 2009 è 11º al mondo con 2.747 punti.
Ha partecipato al Campionato del mondo FIDE del 1999 a Las Vegas, superando nelle eliminatorie Goran Dizdar, Péter Lékó e Aleksej Fëdorov, ma perse nei quarti di finale contro Vladimir Hakobyan.
Movsesian ha preso parte a sette Olimpiadi degli scacchi (nel 1998 e 2000 con la Repubblica Ceca, nel 2002, 2004, 2008 e 2010 con la Slovacchia, nel 2012 con l'Armenia, vincendo la medaglia d'oro a squadre), realizzando complessivamente + 27 = 44 – 7 (862, %).
Dal 2002 al 2010 è stato affiliato alla federazione della Slovacchia, per poi ritornare sotto la bandiera armena.

## Altri risultati
- 1995 : vince il campionato della Slovacchia
- 1997 : 1º ad Amburgo
- 1998 : vince il campionato della Repubblica Ceca
- 1999 : 1º nella Porzellan-Cup di Dresda
- 2002 : 1º a Sarajevo, precedendo tra gli altri Širov, Sokolov e Dreev
- 2003 e 2004 : 2º a Sarajevo
- 2006 e 2007 : vince con la squadra OSC Baden Baden il campionato tedesco a squadre della "Bundesliga"
- 2007: 1º nel "Chigorin Memorial" di San Pietroburgo; 1º a Sarajevo
- 2008 : vince il Corus-B di Wijk aan Zee, davanti a Nigel Short e Étienne Bacrot

Nel 2003 si è sposato con Petra Krupková, Grande maestro femminile della Repubblica Ceca. Ora è sposato con il Grande Maestro femminile Júlia Kočetková.